# قطب‌الله‌پور
شهر قطب‌الله‌پور (به انگلیسی: Qutubullapur) با جمعیت ۳۷۳٫۷۲۴ نفر در ایالت آندرا پرادش در کشور هند واقع شده‌است.